# Valentino (singolo)
Valentino è un singolo del rapper statunitense 24kGoldn, pubblicato il 25 gennaio 2019 come primo estratto dal primo EP Dropped Outta College.

## Descrizione
Il brano ha ricevuto popolarità grazie al social TikTok.

## Video musicale
Il video musicale è stato caricato attraverso il canale YouTube dell'interprete il 2 febbraio 2019.

## Tracce
Testi e musiche di Golden Landis Von Jones e Kevin Esset.
Download digitale
1. Valentino – 2:59

Download digitale – Remix
1. Valentino (feat. Lil Tjay) (Remix) – 3:18

Download digitale – Imanbek Remix
1. Valentino (con Imanbek) (Imanbek Remix) – 2:57

## Formazione
- 24kGoldn – voce
- Black Mayo – programmazione, produzione
- Jacob Richards – assistenza all'ingegneria del suono
- Mike Seaberg – assistenza all'ingegneria del suono
- Rashawn McLean – assistenza all'ingegneria del suono
- Colin Leonard – mastering
- Jaycen Joshua – missaggio
- Andrew Flores – registrazione

## Classifiche
| Classifica (2019-20) | Posizione massima |
| -------------------- | ----------------- |
| Canada               | 38                |
| Grecia               | 61                |
| Lettonia             | 12                |
| Lituania             | 76                |
| Repubblica Ceca      | 81                |
| Russia               | 14                |
| Slovacchia           | 85                |
| Stati Uniti          | 92                |
| Ucraina              | 160               |
| Ungheria             | 32                |